# Szilágy (1883–1910)
Szilágy a fost un ziar editat în Zalău, comitatul Sălaj din 6 mai 1883.